# Селещина
Селе́щина (укр. Селе́щина) — село,
Селещинский сельский совет,
Машевский район,
Полтавская область,
Украина.
Код КОАТУУ — 5323086601. Население по переписи 2018 года составляло 3500 человек.
Является административным центром Селещинского сельского совета, в который, кроме того, входят сёла
Латышовка,
Сухоносовка и
Тимченковка.

## Географическое положение
Село Селещина находится на берегах реки Тагамлык,
выше по течению на расстоянии в 0,5 км расположено село Базилевщина, в 1-м км — пгт Машевка,
ниже по течению на расстоянии в 0,5 км расположены сёла Сухоносовка и Тимченковка.
Через село проходят автомобильная дорога Т-1712 и
железная дорога, станция Селещина.

## История
- 1656 — дата основания.

## Экономика
- Селещинский элеватор, ЗАО.
- Машевский молочный завод.
- Машевский межколхозный комбикормовый завод.
- ООО «Агропромзаг».
- ООО «Кошмановское РП».

## Объекты социальной сферы
- Школа.
- Дом культуры.